# Respuesta optomotora
En la biología del comportamiento, la respuesta optomotora es un comportamiento innato de orientación provocado por el movimiento visual de todo el cuerpo y es común en peces e insectos durante la locomoción, como nadar, caminar y volar. La respuesta optomotora tiene propiedades algorítmicas, de modo que la dirección del movimiento coherente de todo el cuerpo dicta la dirección del comportamiento (por ejemplo, los estímulos visuales hacia la izquierda conducen a girar a la izquierda, y los estímulos visuales hacia la derecha conducen a girar a la derecha). Por ejemplo, cuando se les presenta a las larvas de pez cebra un patrón de rejilla sinusoidal en blanco y negro, las larvas giran y nadan en la dirección del movimiento percibido.

## Objetivo
La respuesta optomotora es esencial para que los animales corrijan las perturbaciones imprevistas de su rumbo mientras navegan por su entorno, como los cambios de corriente alrededor de un pez nadador o las ráfagas de aire alrededor de los insectos voladores. La respuesta es rápida e instintiva, con tiempo de respuesta de apenas 20-40 ms para las moscas de la fruta en vuelo.
La respuesta optomotora es una característica central del sistema de control de vuelo de la mosca: las moscas sujetas a un movimiento propio aparente no planificado se mueven para minimizar el flujo óptico resultante (patrones de movimiento de la retina) y corregir las desviaciones involuntarias del rumbo. En su entorno natural, los patrones de flujo óptico de campo completo son provocados por distintas maniobras durante el vuelo; por ejemplo, el flujo óptico rotacional es generado por la rotación del cuerpo durante el vuelo estacionario, mientras que el flujo óptico de expansión es provocado por la traslación del cuerpo durante el vuelo recto. Como tal, las moscas responden a los patrones panorámicos de expansión visual de la retina con fuertes maniobras de dirección lejos del punto de expansión (imitando un objeto que se acerca) para evitar colisiones y mantener posturas de vuelo contra el viento.

## Aplicaciones en la investigación
La respuesta optomotora se utiliza frecuentemente como ensayo de comportamiento. En el pez cebra, la respuesta optomotora se utiliza con frecuencia como una métrica del rendimiento visual, ya que puede evocarse de manera confiable desde los 7 días posteriores a la fertilización hasta la edad adulta. El contraste y la longitud de onda (color) de las rayas se pueden manipular para evaluar las propiedades específicas de su sistema visual, como probar la contribución del color a la detección de movimiento. En las moscas, la respuesta optomotora se utiliza para comprender las propiedades funcionales de los circuitos neuronales en el contexto de un comportamiento específico y examinar las transformaciones sensoriomotoras subyacentes a ese comportamiento. Para describir las propiedades fisiológicas o conductuales de la respuesta optomotora, los investigadores suelen variar el período espacial de los patrones visuales proyectados y su velocidad. El régimen de estímulo a menudo se compone de períodos de rotación de campo grande, de circuito abierto o estímulos de expansión, que se alternan con períodos de fijación de franjas de circuito cerrado, en los que el animal tiene control de la posición de una sola barra vertical.

## Características
Tanto las respuestas optomotoras fisiológicas como las conductuales tienen curvas de sintonía distintas para la estructura temporal, espacial y de contraste de las imágenes en movimiento. La magnitud y el curso temporal de la respuesta optomotora al flujo óptico dependen de la frecuencia temporal del movimiento de la imagen, el periodo espacial del patrón de visualización, el contraste periódico y la organización espacial del estímulo, por ejemplo, la rotación o la expansión. Normalmente, los patrones de periodo espacial bajo (es decir, las franjas estrechas) producen respuestas de dirección más débiles que los patrones de periodo espacial alto (es decir, las franjas anchas). La fuerza de la respuesta optomotora a diferentes frecuencias temporales depende del estado: las moscas estacionarias tienen un pico óptimo de frecuencia temporal en torno a 1 Hz, mientras que las moscas que caminan tienen un pico de respuesta de comportamiento al flujo óptico entre 1-4 Hz  y la frecuencia óptima durante el vuelo es mucho más rápida, entre 3-12 Hz.